# لغات التبو
التبو هي عائلة صغيرة من اثنين من لغات الصحراء،  تتألف المجموعة من لغتيّ دزه و تيدا،  يتكلم بلغة التبو حوالي 580.000 شخص في تشاد وجنوب ليبيا وشمال النيجر.